# 雅尼乌·夸德鲁斯总统城
雅尼乌·夸德鲁斯总统城是巴西巴伊亚州的一个市镇。总面积827.379平方公里，总人口15874人，人口密度19.2人/平方公里。